# Platydytes
Platydytes es un género de coleópteros adéfagos de la familia Dytiscidae. 

## Especies
- Platydytes coarctaticollis	(Regimbart 1894)
- Platydytes cooperae	Bistrom 1988
- Platydytes decellei	(Bilardo & Pederzani 1979)
- Platydytes incognitus	Bistrom 1988
- Platydytes inspectatus	(Omer-Cooper 1959)